# آتینسا
آتینسا (اسپانیایی: Atienza‎) دهستانی در استان گوادالاخارا است که مطابق سرشماری ۲۰۲۳ مؤسسه ملی آمار ۴۳۴ نفر جمعیت داشت. قلعهٔ آتینسا در اینجا واقع شده و در روزگار بسیار دور سلتیبری‌ها در «سِـرو دِل پادراسترو» اقامت داشتند.